# PAYDAY: The Heist
Payday: The Heist(ペイデイ：ザ・ハイスト)は、ソニーオンラインエンタテインメントから発売されたFPSゲーム。開発はオーバーキル・ソフトウェア(Overkill Software)。PlayStation 3では2011年10月18日に北米で、2011年11月2日に欧州でリリースされた。またMicrosoft Windows版はSteamを通じて2011年10月20日にリリースされた。ゲームエンジンにはDieselゲームエンジンを採用している。なお2013年には続編であるPAYDAY 2が発売された.

## 概要
本作においてプレイヤーが演じるのは4人組の犯罪者（ダラス、ホクストン、チェインズ、ウルフ）で、現代のアメリカ合衆国を舞台として銀行強盗をはじめとしたさまざまな犯罪の達成を目指す。

## ゲームシステム
ゲームは一人称視点で進行するが、一般的なFPSと比べてユニークな要素がいくつか存在する。犯罪をテーマにしているにも係わらず、一般市民の殺傷にはペナルティがあり、その代わりにプレイヤーは強盗の終了まで民間人を拘束するオプションがある。チームメイトが死亡あるいは逮捕された場合、拘束した市民の解放と引き換えにゲームへの復帰が可能となる。パトロール警官やSWAT部隊など法執行機関による展開や一部イベントの推移など、各ミッションにはリプレイ性を高める事を目的とした細部のランダム要素が含まれている。
アップグレードツリーとして3つのクラス(Assault、Sharpshooter、Support)が用意されており、Reputation(評判。レベルに相当)が1つ上がるごとに、いずれかのクラスを成長させることが出来る。これによってクラスごとに用意された新しい武器や装備がアンロックされたり、武器の性能やプレイヤーの能力が向上する。Reputationはミッション内の目的やチャレンジ項目を達成したり、マップ内に配置されている現金や金品を拾うことで上がってゆく。
2012年8月7日に公開されたDLC「Wolf Pack DLC」により、Reputationの上限が上昇し、新クラス「Technician」が追加された。詳しい内容は後述。

## 登場人物
いずれのキャラクターもゲーム内での能力的な差はない。
ダラス(Dallas)
42歳。ヘビースモーカーで、走るとすぐに息を切らしてしまう。かつてはシカゴのマフィアの元で殺し屋として活動していた。その後、マフィアを裏切って地下に潜り、銃器の密売に関与した。また彼は麻薬組織を憎んでおり、麻薬の売人を殺して回ったという。輸入銃器の強奪を目的に仲間を集めていた。声優はSimon Kerr。モデルはオーバーキル・ソフトウェアの開発担当であるKarl Andersson。
ホクストン(Hoxton)
29歳。イギリス出身。少なくとも2人の兄弟がいる。幼少期から喧嘩に明け暮れ、やがて闇ボクシングのボクサーとなる。また高利貸しや詐欺にも手を染め、返済を渋った相手からは恐喝まがいの取立てを行っていた。その後、ロンドンのホクストンで逮捕され、これがニックネームの由来となった。声優はPete Gold。モデルはオーバーキル・ソフトウェアの音楽担当であるRichard Blom。
ウルフ(Wolf)
32歳。スウェーデン出身。元はソフトウェア会社に勤務する模範的な市民で、妻と2人の子供がある。しかし、2000年代の経済不況のあおりを受け、彼の会社は大半のクライアントを失い倒産。ウルフ自身も家を失って家族ごとホームレスとなってしまった。その後、彼は徐々に精神を病み始めてアクション映画を真似て犯罪に手を染めるようになった。声優およびモデルはオーバーキル・ソフトウェアのゲームデザイナーであるUlf Andersson。また彼の設定は、オーバーキル・ソフトウェアの母体であり、Dieselエンジンを開発したゲームスタジオ「GRIN」の閉鎖をモチーフとしている。
チェインズ(Chains)
35歳。10代の頃から非行を繰り返しており、手に余ると判断した両親によって海兵隊に送られる。性格を問題視されつつも海兵隊員として優秀な成績を残したチェインズはNavy SEALs（※SEALsは本来アメリカ海軍とアメリカ沿岸警備隊の隊員から募集されるのみで、海兵隊員は入隊出来ない）に入隊を果たす。しかし後先を考えない性格が災いしてすぐに除隊を余儀なくされた。その後は傭兵として世界中で活動していた。声優はHoward Thompson。
ベイン(Bain)
無線で4人をサポートする人物で、ミッションの説明や目標の指示などを行う。プレイヤーとしては使用出来ず、一部のミッションを除いてゲーム中には登場しない。名前は頭脳を意味する「brain」のもじり。声優はSimon Viklund。

## 登場銃器
武器はハンドガン、プライマリ、セカンダリの3種類があり、それぞれ1つずつ装備する事が出来る。

### ハンドガン(Handgun)
B9-S
初期装備の1つ。消音器を装着した9mm口径の自動式拳銃。基本的に消音器は意味を成さないが、一部のミッションでは消音器付の銃で監視カメラを破壊しなければならない場面などがある。モデルはベレッタM92。
Bronco .44
.44マグナム弾を使用する回転式拳銃。モデルはトーラス・レイジングブル。
Crosskill .45
.45口径の自動式拳銃。モデルはコルトM1911A1。
STRYK
9mm口径のマシンピストル。モデルはグロック18。「Wolf Pack DLC」で追加された。

### プライマリ(Primary)
AMCAR-4
初期装備の1つ。5.56x45mm NATO弾を使用するアサルトライフル。モデルはM4A1。
Reinbeck
12ゲージ弾を使用する散弾銃。モデルはレミントンM870。
M308
7.62x51mm NATO弾を使用する自動小銃。モデルはM14。
Brenner 21
7.62x51mm NATO弾を使用する軽機関銃。モデルはH&K HK21。
AK
7.62x39mm弾を使用するアサルトライフル。モデルはAK-47。「Wolf Pack DLC」で追加された。

### セカンダリ(Secondary)
Mark 11
.45口径の短機関銃。B9-Sと同様に消音器が装着されている。モデルはMAC-11。
Locomotive 12G
12ゲージ弾を使用する散弾銃。モデルはSerbu Super Shortyだが、実際には折り畳み銃床は備えていない。
Compact-5
9mm口径の短機関銃。モデルはH&K MP5。
GL40
40mm口径のグレネードランチャー。モデルはM79 グレネードランチャー。「Wolf Pack DLC」で追加された。

## ダウンロードコンテンツ
オーバーキル・ソフトウェアは、ゲームの発売前からダウンロードコンテンツを配信する方針を明らかにしていた。

### No Mercy Hospital DLC
2012年7月25日、事実上の追加マップとして無料DLC「No Mercy Hospital DLC」がリリースされた。同DLCでは新しいミッションとして「No Mercy」が追加される。これはバルブ・ソフトウェアのサバイバルホラーFPS「Left 4 Dead」(L4D)とのクロスオーバーで、舞台となる病院はL4Dのマップで使用されたものを元にしている。またこのミッションでは、L4Dに描かれるゾンビによる世界の終末の発端が本作の登場人物であることが示唆されている。

### Wolf Pack DLC
欧州PS3版は2012年8月1日、北米PS3版およびPC版は8月7日、有料DLC「Wolf Pack DLC」がリリースされた。同DLCでは新しいミッションとして「Counterfeit」と「Undercover」を含み、また新クラスTechnicianが追加され、伴って数種類の武器・装備が追加される。

## 体験版
PS3版には体験版が用意されている。この体験版では、1つのミッションのみプレイする事が可能で、またクラスによるアップグレードおよびアンロックシステムが実装されている。ただし、Reputationの上限は10に制限されているので、ごく一部の武器とスキルのみしかアンロック出来ない。

## セールス
2012年4月の段階で、本作は40万枚以上のセールスを記録している。